# 张正友
张正友（1965年8月1日—），浙江温岭人，是计算机视觉领域专家，计算机协会院士，电气电子工程师学会院士。他提出的平板摄像机标定法被全世界普遍采用，被称为“张氏标定法”。

## 生平
张正友于1985年本科毕业于浙江大学信息与电子工程系，于1987年在南锡第一大学（现洛林大学）获计算机科学硕士学位，并于1990年获巴黎第十一大学计算机科学博士学位。
2021年1月8日受聘腾讯历史上最高专业职级——17级研究员/杰出科学家。

## 著作
- 3D Dynamic Scene Analysis: A Stereo Based Approach[4]-1992年
- Epipolar Geometry in Stereo, Motion and Object Recognition: A Unified Approach[5]-1996年
- 计算机视觉：计算理论与算法基础[6]-1998年

## 外链
- 由Google学术搜索索引的Zhengyou Zhang出版物